# Блауфельден
Блауфельден (нім. Blaufelden) — громада в Німеччині, знаходиться в землі Баден-Вюртемберг. Підпорядковується адміністративному округу Штутгарт. Входить до складу району Швебіш-Халль.
Площа — 90,18 км2. Населення становить 5298 ос. (станом на 31 грудня 2020).